# Stolzalpe (Gebirgsgruppe)
Die Gebirgsgruppe Stolzalpe befindet sich im Oberen Murtal, Steiermark.

## Lage und Landschaft

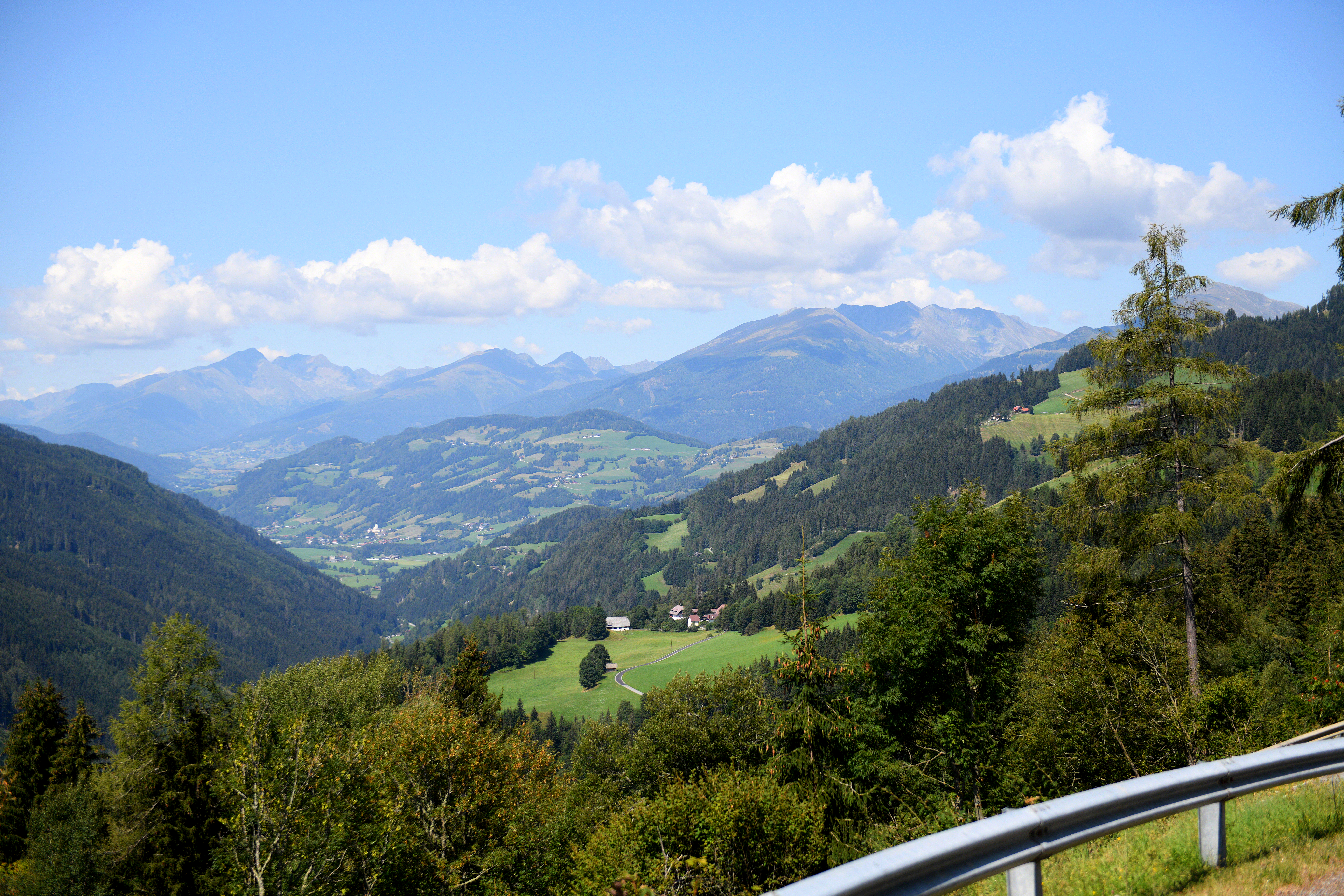
Westabdachung der Stolzalpe gegen Ranten, mit dem Staberkogel; hinten die Hauptgipfel der südlicheren Schladminger Tauern

Die Gebirgsgruppe umfasst die Berge nördlich von Murau, zwischen dem Tal der Mur und dem Murparalleltal. Es sind mittelgebirgige inselbergartige Bergstöcke, die zwischen dem Hauptkamm der Niederen Tauern im Norden und den Gurktaler Alpen im Süden liegen. Die Nebentäler der Mur streichen hier in östlicher bis südöstlicher Richtung, Die Gruppe erstreckt sich Ost–West vom Wölztal Muraufwärts bis an das Krakautal, und hat so eine Ausdehnung von knapp 30 Kilometern, Nord–Süd bis 10 km.

## Einordnung, Abgrenzung und benachbarte Gebirgsgruppen
In der Gebirgsgruppengliederung nach Trimmel hat die Gruppe die Nummer 2745, wird zu den Murauer Bergen (2740) gerechnet, und wird von Trimmel – aus geologischen Gründen – schon zu den Norischen Alpen (2700; dieser Begriff umfasst die Berge von den Nockbergen bis in die Weststeiermark) gestellt, nicht zu den Niederen Tauern (Trimmel 2600).
Die Gruppe bildet einen Abschnitt der Murberge. Orographisch bildet sie einen Teil der Schladminger und der Wölzer Tauern, zwei Ost-West-Abschnitten der Niederen Tauern beiderseits vom Sölkpass.
Sie umgrenzt sich:
- im Nordwesten vom Rantenbach[2] bei Krakaudorf (ca. km 18) – Scharnigl (Einsattelung ca. 1200 m)[3] – Künsten-/Schöderbach über Schöder bis zur Mündung zur Gruppe des Knallstein (2626, Schladminger Tauern der Niederen Tauern)
- im Norden Katschbach bis St. Peter am Kammersberg – Kammersberger Höhe (ca. 1060 m ü. A.) – Eselsbergbach bis Oberwölz zur Gruppe der Schoberspitze (2631, Wölzer Tauern der Niederen Tauern)
- im Nordosten Wölzerbach bis zur Mündung (735 m) in die Mur bei Niederwölz/St. Lorenzen  zur Gruppe des Bocksruck (2632, Wölzer Tauern)
- im Südosten Mur aufwärts bis Teufenbach zur Gruppe des Zirbitzkogel (2763, Seetaler Alpen)
- im Süden Mur weiter bis Mündung Laßnitzbach östlich Murau/St. Egidi zur Gruppe der Kuhalm (Kuhalpe, 2742)
- im Südwesten Mur weiter bis Murau zur Gruppe der Prankerhöhe (2741)
- im Westen Rantenbach von der Mündung bis Zufluss Seebach zur Gruppe des Gstoder (2744)
- im Westen Rantenbach[2] weiter bis bei Krakaudorf zur Gruppe des Preber (2624, Schladminger Tauern)

## Gliederung und Gipfel

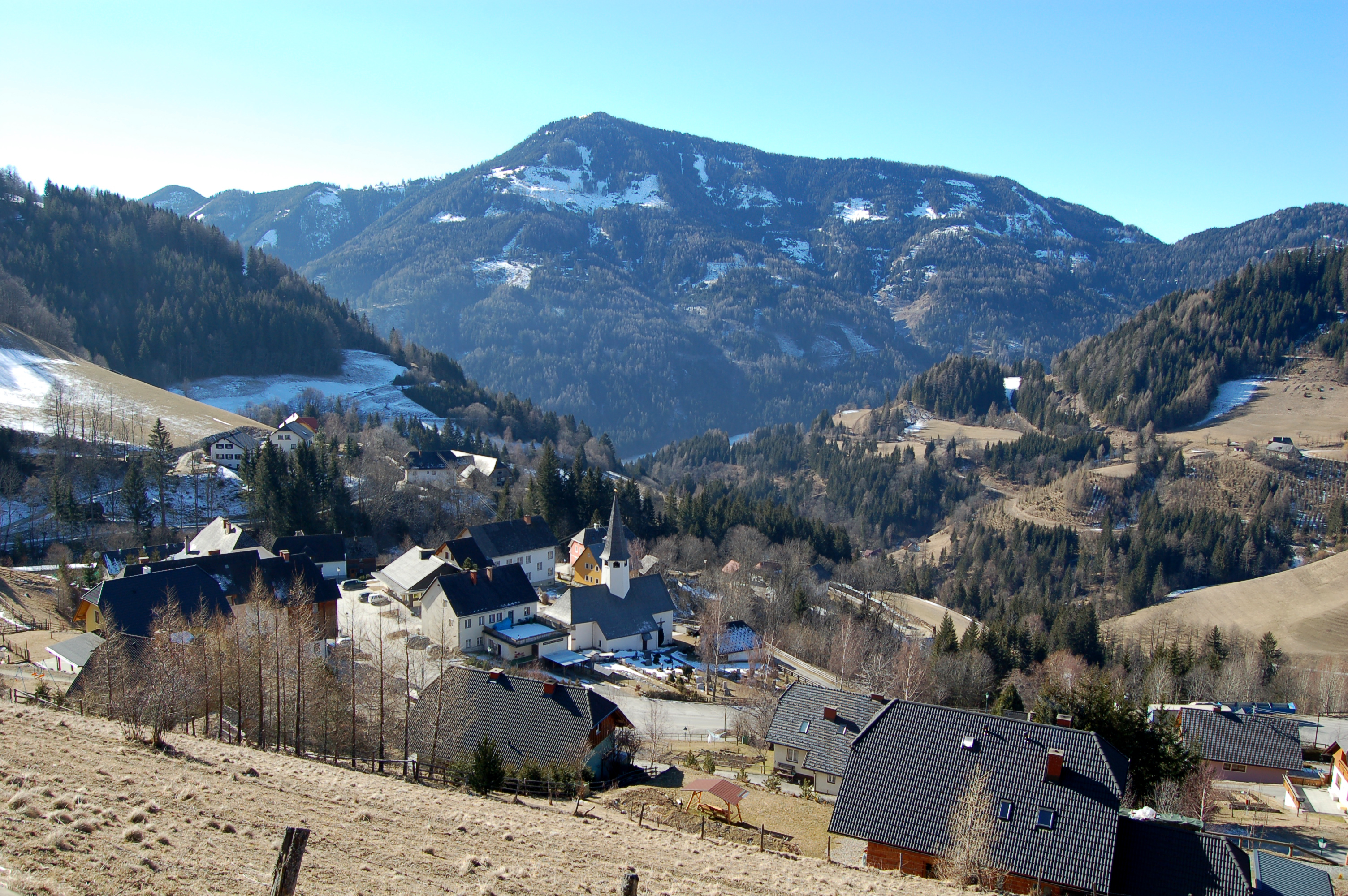
Ostflanke der Pleschaitz, von Schönberg-Lachtal

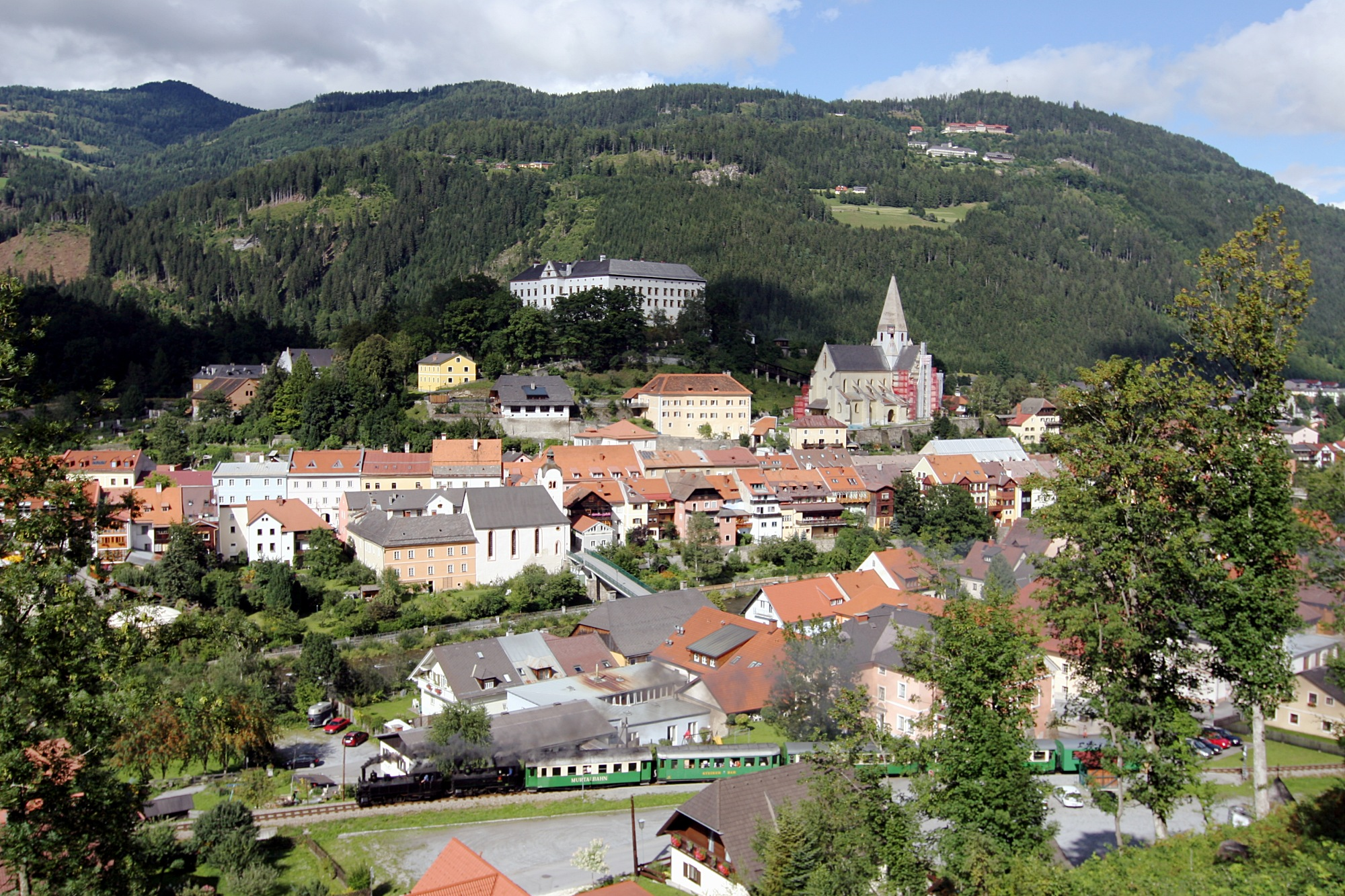
Südwestflanke der Stolzalpe, über Murau

Die Gruppe wird vom Katschbach, der vom Sölkpass kommt, in zwei Teile durchschnitten:
- Der Ostteil ist das Massiv der Pleschaitz (Hauptgipfel 1797 m ü. A.) zwischen Wölz- und Katschtal, mit Eichberg (1436 m ü. A.) und Kammersberg (1114 m ü. A.) als taleinwärtige Ausläufer
- Der Westteil ist das Massiv der Stolzalpe (Hauptgipfel 1817 m ü. A.) zwischen Katsch- und Rantental, mit Nickelberg (1528 m ü. A.), Staberkogel (Freiberg, 1468 m ü. A.) und dem Krakaudorfer Kalvarienberg (1306 m ü. A.)

Beide Gruppen sind von flachen Tal- und Hochtalpässen gegliedert, die im Westen in das weite Hochtal der Krakau übergehen. Auch die beiden Sättel, die die Gruppe von den Niederen Tauern abgrenzen (Scharnigl und Kammersberger Höhe), sind orographisch unauffällige Passlandschaften.

## Geologie
Die Gruppe umfasst Gesteine, die nicht zum Altkristallin der Zentralalpen gehören, sondern metamorphes Altpaläozoikum der Gurktaler Decke des Oberostalpin (Murauer Paläozoikum). Dabei gliedert sich die Gurktaler Decke in die untere Murauer Decke und die darüberliegende Stolzalpendecke. Es handelt sich um metamorph überprägte Sedimente, wie Karbonate (Pleschaitzkalk, Murauer Kalk bei Murau und am Staberkogel, Devon), Phyllite (bei Katsch, Staberkogel), und basische Vulkanite, wie Diabase (Metadiabas des Ordoviz–Silur der Stolzalpe).
Das Murauer Paläozoikum liegt muldenförmig über dem Altkristallin des Mittelostalpin, das sich in Form von Glimmerschiefer (Wölzer Kristallin: Granat-Glimmerschiefer an der Ostflanke der Pleschaitz, Staberkogel; Schwarzglimmerschiefer Eichberg–Kammersberg, Nordabdachung der Stolzalpe) findet. Hier sind ebenfalls noch Murauer Kalke aufgelagert.
Das Murparalleltal ist Teil der Norischen Senke. Diese wie die Mur-Mürz-Furche sind markante tektonische Störungslinien. Sie wurden vom Murtalgletscher überprägt.